# Silnice III/29016
Silnice III/29016 je komunikace ve Frýdlantském výběžku v Libereckém kraji. Začíná v Hejnicích na křižovatce se silnicemi II/290 a III/29015. Odtud pokračuje jižním směrem k kostele Navštívení Panny Marie, před níž se ostře stáčí k západu a po mostě, jenž je kulturní památkou České republiky, překonává řeku Smědou. Za ním se stáčí k jihu a vstupuje do místní části Ferdinandov. Na jeho konci je silnice ukončena na začátku staré Viniční cesty pokračující dále do nitra Jizerských hor.